# Rubus kuleszae
Rubus kuleszae är en rosväxtart som beskrevs av J. Zielinski. Rubus kuleszae ingår i släktet rubusar, och familjen rosväxter. Inga underarter finns listade i Catalogue of Life.